# Palæoøkologi
Palæoøkologi (eller palæøkologi) er en videnskab, der henter data fra fossiler og arkæologiske fund for at rekonstruere fortidens økosystemer. Den beskæftiger sig med undersøgelse af fossile organismer og spor efter dem, som kan afsløre deres livscyklus, naturlige miljø, hvordan de døde osv. Palæøkologiens mål er desuden at opbygge den mest detaljerede model for organismernes miljø, som det er muligt at skabe. Rekonstruktionen indebærer arbejde med komplekse påvirkninger mellem miljøfaktorer som temperatur, fødekilder, solindstråling osv. I arbejdet må man hele tiden holde sig for øje, at disse komplekse datamængder er forvrængede eller delvist ødelagte på grund af bevaringsforholdene, hvad der lægger endnu et lag af vanskeligheder ind over arbejdsfeltet.
Den miljømæssige kompleksitet bliver normalt omgået ved anvendelse af statistisk analyse af de tilgængelige data, mens problemer, som skyldes opbevaringsforholdene, håndteres ved hjælp af tafonomi (kendskab til nedbrydning, forrådnelse osv.). 
Meget af den palæøkologiske forskning koncentrerer sig om de seneste 2 millioner år (kvartærtiden), da ældre miljøer er mindre velbevarede. I praksis samler mange undersøgelser sig om  holocænperioden (de seneste 11.000 år) eller i hvert fald den sidste del af pleistocæn (weichselistiden), der dækker perioden fra 50.000 år til 10.000 år før nu. Disse undersøgelser er nyttige for en forståelse af drivkræfter bag ændringer i økosystemerne og for en rekonstruktion af økosystemerne før industrialiseringen. Mange beslutningstagere har fremhævet det væsentlige i at bruge palæøkologiske undersøgelser som grundlag for de valg, der må træffes vedrørende miljøbeskyttelse. 

## Eksterne links
- D. Fox: Dig Deeper Arkiveret 10. februar 2007 hos  Wayback Machine i Conservation in Practice 7(3):15-21.
- P.D. Taylor og M.A. Wilson: Palaeoecology and evolution of marine hard substrate communities Arkiveret 25. marts 2009 hos  Wayback Machine i Earth-Science Reviews, 2003, nr. 62: 1-103.